# بلندی‌های ولگا
بلندی‌های ولگا (Приволжская возвышенность) یک دشت و رشته‌کوه در بخش اروپایی کشور روسیه است.